# 1997–1998-as angol labdarúgó-bajnokság (első osztály)
Az angol labdarúgó-bajnokság első osztályának 1997–1998-as kiírása volt a Premier League hatodik szezonja. Az Arsenal nyerte a bajnoki címet 1991 óta először. Arsène Wenger lett a harmadik nem angol menedzser, aki Premier League-győzelemre vezette csapatát Alex Ferguson és Kenny Dalglish után. A Manchester United végzett a második, a Liverpool pedig a harmadik helyen.

## Feljutó csapatok
A Bolton Wanderers 98 pontot gyűjtve bajnokként jutott fel a másodosztályból, mögöttük a Barnsley lett a második. A Crystal Palace rájátszásban vívta ki a feljutást.

## Kieső csapatok
Az 1997–1998-as szezon remek példa volt arra, hogy mekkora a színvonalbeli különbség a Premier League és a Division One között, ugyanis ugyanaz a három csapat esett ki, mely az idény elején feljutott. A Crystal Palace végzett az utolsó helyen, miután mindössze két hazai meccsét tudta megnyerni. Összesen nyolc alkalommal diadalmaskodott a csapat. A Barnsley csak a 19. helyet szerezte meg első élvonalbeli szezonjában, bár az FA Kupában egészen negyeddöntőig menetelt, a Manchester Unitedet is kiejtve. A Bolton Wanderers rosszabb gólkülönbsége miatt végzett a 17. Everton mögött és ezért esett ki.

## Egyéni díjak
- Az év labdarúgója: Dennis Bergkamp
- Az év fiatal labdarúgója: Michael Owen
- Az év labdarúgója a szakírók véleménye alapján: Dennis Bergkamp
- Az év vezetőedzője: Arsène Wenger

## Változások a menedzserek között
- Aston Villa: Brian Little 1998 februárjában lemondott, John Gregory váltotta.
- Chelsea: Ruud Gullitot kirúgták, miután összeveszett a vezetőséggel, helyére a 33 éves Gianluca Vialli érkezett.
- Crystal Palace: Miután Steve Coppellt sportigazgatóvá léptették elő, ideiglenesen Atilio Lombardo vette át a munkáját. A szezon végén Terry Venables ült le a kispadra.
- Everton: Howard Kendall a szezon végén lemondott.
- Sheffield Wednesday: David Pleatet októberben kirúgták, az idény végéig Ron Atkinson vette át az irányítást, majd Danny Wilson érkezett a csapathoz.
- Tottenham Hotspur: A novemberben lemondó Gerry Francist Chrstian Gross váltotta.

## Végeredmény
| #  | Csapat              | Mérk. | Gy | D  | V  | RG | KG | GK  | Pont | Megjegyzés                           |
| -- | ------------------- | ----- | -- | -- | -- | -- | -- | --- | ---- | ------------------------------------ |
| 1  | Arsenal             | 38    | 23 | 9  | 6  | 68 | 33 | +35 | 78   | Bajnokok Ligája csoportkör           |
| 2  | Manchester United   | 38    | 23 | 8  | 7  | 73 | 26 | +47 | 77   | Bajnokok Ligája második selejtezőkör |
| 3  | Liverpool           | 38    | 18 | 11 | 9  | 68 | 42 | +26 | 65   | UEFA-kupa                            |
| 4  | Chelsea             | 38    | 20 | 3  | 15 | 71 | 43 | +28 | 63   | KEK                                  |
| 5  | Leeds United        | 38    | 17 | 8  | 13 | 57 | 46 | +11 | 59   | UEFA-kupa                            |
| 6  | Blackburn Rovers    | 38    | 16 | 10 | 12 | 57 | 52 | +5  | 58   | UEFA-kupa                            |
| 7  | Aston Villa         | 38    | 17 | 6  | 15 | 49 | 48 | +1  | 57   | UEFA-kupa                            |
| 8  | West Ham United     | 38    | 16 | 8  | 14 | 56 | 57 | -1  | 56   |                                      |
| 9  | Derby County        | 38    | 16 | 7  | 15 | 52 | 49 | +3  | 55   |                                      |
| 10 | Leicester City      | 38    | 13 | 14 | 11 | 51 | 41 | +10 | 53   |                                      |
| 11 | Coventry City       | 38    | 12 | 16 | 10 | 46 | 44 | +2  | 52   |                                      |
| 12 | Southampton         | 38    | 14 | 6  | 18 | 50 | 55 | -5  | 48   |                                      |
| 13 | Newcastle United    | 38    | 11 | 11 | 16 | 35 | 44 | -9  | 44   | KEK                                  |
| 14 | Tottenham Hotspur   | 38    | 11 | 11 | 16 | 44 | 56 | -12 | 44   |                                      |
| 15 | Wimbledon           | 38    | 10 | 14 | 14 | 34 | 46 | -12 | 44   |                                      |
| 16 | Sheffield Wednesday | 38    | 12 | 8  | 18 | 52 | 67 | -15 | 44   |                                      |
| 17 | Everton             | 38    | 9  | 13 | 16 | 41 | 56 | -15 | 40   |                                      |
| 18 | Bolton Wanderers    | 38    | 9  | 13 | 16 | 41 | 61 | -20 | 40   | Kiesett a másodosztályba             |
| 19 | Barnsley            | 38    | 10 | 5  | 23 | 37 | 82 | -45 | 35   | Kiesett a másodosztályba             |
| 20 | Crystal Palace      | 38    | 8  | 9  | 21 | 37 | 71 | -34 | 32   | Kiesett a másodosztályba             |

## Góllövőlista
| Név                     | Gól | Csapat           |
| ----------------------- | --- | ---------------- |
| Dion Dublin             | 18  | Coventry City    |
| Michael Owen            | 18  | Liverpool        |
| Chris Sutton            | 18  | Blackburn Rovers |
| Dennis Bergkamp         | 16  | Arsenal          |
| Jimmy Floyd Hasselbaink | 16  | Leeds United     |
| John Hartson            | 16  | West Ham United  |

## Külső hivatkozások
- A szezon tabellája és mérkőzései
- A szezon statisztikái

## Fordítás
- Ez a szócikk részben vagy egészben  a(z)   1997–98 FA Premier League című angol Wikipédia-szócikk fordításán alapul.  Az eredeti cikk szerkesztőit annak laptörténete sorolja fel. Ez a jelzés csupán a megfogalmazás eredetét és a szerzői jogokat jelzi, nem szolgál a cikkben szereplő információk forrásmegjelöléseként.